# Gindara temna
Gindara temna är en insektsart som beskrevs av Irena Dworakowska 1980. Gindara temna ingår i släktet Gindara och familjen dvärgstritar. Inga underarter finns listade i Catalogue of Life.